# 747
Вижте пояснителната страница за други значения на 747.

## Родени
- 2 април – Карл Велики, крал на франките